# Anton Rosen
Anton Rosen (Horsens, 13 settembre 1859 – Copenaghen, 2 luglio 1928) è stato un architetto danese, nonché designer di mobili, artista e professore presso l'Accademia delle belle arti di Copenaghen (Kunstakademiets Arkitektskole). Nella sua architettura, ha combinato uno stile storicista con ispirazioni dall'architettura inglese contemporanea e dettagli influenzati dallo Jugendstil.